# حمد مبارك العيار
حمد مبارك الحمد العيار (1932  - 21 سبتمبر 2017)، نائب سابق في مجلس الأمة الكويتي ، ووزير كويتي سابق ، والده هو مبارك الحمد العيار خال أمير دولة الكويت الشيخ صباح الاحمد الجابر الصباح وهو الأخ الأكبر للمرحوم طلال مبارك العيار، النائب السابق في مجلس الأمة الكويتي والوزير السابق ، كما أنه خال الشاعر والإعلامي طلال السعيد ، والكاتبة فجر السعيد.

## مسيرته السياسية
خاض انتخابات مجلس الأمة الكويتي 1963 في الدائرة الثالثة، وحصل على 572 صوت والمركز الرابع وفاز بالانتخابات ، وشارك في انتخابات مجلس الأمة الكويتي 1967 في الدائرة الثالثة، وحصل على 934 صوت وحصل على المركز الأول وفاز بالانتخابات ، وشارك في انتخابات مجلس الأمة الكويتي 1971 في الدائرة الثالثة، وحصل على 843 صوت وحصل على المركز الثالث وفاز بالانتخابات.
في عام 1971 تم تعيينه وزيرا للشؤون الاجتماعية والعمل في الحكومة السابعة ، ظل وزيرا حتى عام 1975، في الحكومة الثامنة في عام 1975 تم تعيينه وزيرا للإسكان ، وفي عام 1976 تم تعيينه وزيرا للإسكان في الحكومة التاسعة ، وفي عام 1978 تم تعيينه وزيرا للأشغال ووزيرا للكهرباء والماء ووزيرا للإسكان.

## حياته الأسرية
متزوج من السيدة الراحلة بدرية الساير، ولديه عدة أبناء  :
- فيصل حمد العيار : نائب رئيس شركة مشاريع الكويت القابضة ورئيس شركة الوطنية للاتصالات سابقا ويعتبر من أهم الشخصيات الاقتصادية الكويتية.
- إقبال حمد العيار: وهي ربة بيت متزوجة من أحمد فيصل الزبن رئيس مجلس إدارة الخطوط الجوية الكويتية السابق.
- اعتدال حمد العيار : من أبرز المتخصصين في مجال العلاقات العامة ومتزوجة من أحمد إبراهيم الهلال مدير التسويق والمبيعات السابق في الخطوط الجوية الكويتية.
- ألطاف حمد العيار : متزوجة من اللاعب الدولي السابق جاسم يعقوب.
- عادل حمد العيار : سفير الكويت لدى إسبانيا.
- حامد حمد العيار : مقدم في الجيش الكويتي.
- محمد حمد العيار : رجل أعمال.
- منيرة حمد العيار : متزوجة من عبد الرحمن عبد المحسن البداح.